# Тахо-Годи, Аза Алибековна
А́за Алибе́ковна Та́хо-Го́ди (род. 26 октября 1922, Махач-Кала, Дагестанская АССР, РСФСР) — советский и российский филолог-классик, переводчик, философ. Доктор филологических наук (1959), профессор (1965). С 1962 по 1996 год заведовала кафедрой классической филологии МГУ, заслуженный профессор МГУ (1992), с филологическим факультетом которого А. А. Тахо-Годи связана более полувека (с 1958 года). Также преподавала в Литинституте.
Спутница жизни (вдова) философа и филолога А. Ф. Лосева (1893—1988), хранительница его наследия.
Заслуженный деятель науки Российской Федерации (1998), заслуженный деятель науки Республики Дагестан (2012).
Лауреат премий Андрея Белого и Александра Солженицына (2022).

## Биография
Отец Алибек Алибекович Тахо-Годи (1892—1937) — видный государственный и общественно-политический деятель Дагестана, будет репрессирован и расстрелян, впоследствии реабилитирован. Мать — Нина Петровна Тахо-Годи (урождённая Семёнова; 1894—1982), вскоре после супруга была также арестована, провела в мордовских лагерях пять лет. Аза Алибековна вспоминала, что её «мать и тётя Нафисат, внучка Шамиля, помогали спрятаться вдове генерала Корнилова и его сыну». Брат Хаджи-Мурат (1919—2002) станет профессором-криминалистом; брат Махач (1925—1941) погиб в детском доме; сестра Муминат (1931—2021) — специалист по французской литературе, доктор филологических наук, профессор СОГУ, заслуженный деятель науки Северной Осетии.
В 1929 году семья переехала из Дагестана в Москву, где поселилась на 3-й Звенигородской, д. № 5. Аза начала интересоваться филологией с детских лет. Вспоминала, что собиралась стать балериной. Вместе с дядей генералом Гамидом Далгатом много раз посещала премьеры спектаклей и балетов в Большом театре.
После ареста родителей вместе с сестрой жила в Орджоникидзе, у брата матери, литературоведа Л. П. Семёнова.
После окончания школы, как дочь репрессированного, не могла поступить куда хотела — в МИФЛИ и МГПИ, однако была принята в Московский индустриально-педагогический институт имени Карла Либкнехта (в эвакуации вместе с вузом была на Алтае), в 1943 году слитый с Московским государственным педагогическим институтом им. В. И. Ленина. Филологический факультет последнего окончила в 1944 году; после чего поступила там же в аспирантуру по отделению классической филологии, где считалась аспиранткой профессора Н. Ф. Дератани и окончила её в 1947 году. Вспоминала, что в студенчестве на неё повлияли преподаватели Вера Дмитриевна Кузьмина и Людмила Васильевна Крестова. «Чем заняться в аспирантуре, античностью или Средними веками», советовалась с дядей Л. П. Семёновым. Для изучения латинских авторов её там прикрепили к профессору Марии Евгеньевне Грабарь-Пассек (которая «потом стала моим большим другом», вспоминала Тахо-Годи).
А к профессору А. Ф. Лосеву Тахо-Годи была прикреплена для изучения древнегреческих авторов, стала его ученицей и близким другом семьи Лосевых — Алексея Фёдоровича и его супруги, после смерти которой в 1954 году, стала впоследствии его женой и хранительницей его наследия. Как вспоминала сама Тахо-Годи: «Оказавшись без родительской поддержки, я должна была где-то жить, и меня приняли Алексей Фёдорович Лосев и его супруга Валентина Михайловна».

Российская газета (интервью 2010 года — прим.): Аза Алибековна, Алексей Фёдорович и Валентина Михайловна были тайными монахами, а вы для них духовной дочерью. Но читаешь книгу (воспоминаний Тахо-Годи — прим.) и возникает ощущение, что вы были им настоящей дочерью… Почему к вам прилипло слово «вдова»?

Тахо-Годи: А вы разве не заметили, что я повсюду это опровергаю? И сейчас уже большей частью журналисты пишут «спутница жизни», «хранительница наследия». После смерти Валентины Михайловны у нас с Алексеем Фёдоровичем, которого она оставила на меня, был официально зарегистрирован брак. Это была обычная история для того времени. Например, знаменитый московский священник отец Алексей Мечев (он прославлен как святой) направил свою духовную дочь к известному священнику, богослову, литературоведу Сергею Николаевичу Дурылину с тем, чтобы она с ним рядом жила и заботилась о нём. Им пришлось зарегистрировать брак, хотя мужем и женой они не были.
Вспоминала: «Когда я уже познакомилась с четой Лосевых, они меня и крестили. Мне тогда было 26 лет. Это было в знаменитом Преображенском соборе в Переделкино». При крещении получила имя Наталья.
В 1949 году в Московском университете А. А. Тахо-Годи, изгнанная из МГПИ как дочь «врага народа», защитила кандидатскую диссертацию «Поэтические тропы Гомера и их социальный смысл». До этого некоторое время преподавала на отделении классической филологии Киевского университета в 1948-49 гг.
В 1949—1958 гг. преподавала античную литературу, латинский и греческий языки студентам и аспирантам в Московском областном педагогическом институте им. Н. К. Крупской; доцент.
Затем приглашена для работы на кафедру классической филологии филологического факультета МГУ, где работала с 1958 года и на следующий год защитила в Институте мировой литературы докторскую диссертацию «Античность и русские революционные демократы в связи с предшествующей им лит.-эстетической традицией».
По совместительству в 1957—1987 гг. читала курс античной литературы в Литературном институте Союза писателей СССР.
С 1962 по 1996 год заведовала кафедрой классической филологии МГУ. С 1977 г. председатель спецсовета по защите диссертаций (классическая филология) на филологическом факультете МГУ. Подготовила более 20 кандидатов наук.
Член редакционной коллегии серии книг «Библиотека античной литературы», выпущенной издательством «Художественная литература». С 1997 г. член ПЕН-клуба, член его Почетного Президиума.
Как председатель культурно-просветительского общества «Лосевские беседы» инициировала создание в Москве на старом Арбате в доме, где жил А. Ф. Лосев, Библиотеки истории русской философии и культуры «Дом А. Ф. Лосева», где хранится книжное собрание А. Ф. Лосева и работает мемориальный музей, посвящённый его жизни и творчеству.

## Труды
Научные интересы связаны с античной литературой в её эстетическом и философском аспекте, с терминологическими исследованиями; изучением жанров и стилей, античной риторики, греческой мифологии, рецепции античности в русской литературе, типологии античной культуры.
Печатается с 1953 года.
Автор более 800 публикаций, 300 научных работ.
Она редактор и автор учебника «Античная литература» (1963), выдержавшего ещё восемь изданий в России (последнее — в 2013 году) и переведённого на несколько языков; «культового для любого гуманитария», как называют его в «РГ».
Автор предисловия и комментариев к изданиям:
- Античные риторики (1978),
- Античные гимны (1988),
- Гомер. «Одиссея».

Под редакцией и с комментариями А. А. Тахо-Годи вышло полное собрание сочинений Платона на русском языке (1990—1994).
Автор монографий:
- Греческая мифология (1989),
- Платон и Аристотель (две последние, написанные в соавторстве с А. Ф. Лосевым, были переизданы в расширенном виде в 1993 году и переведены на английский, итальянский, хинди),
- Греческая культура в мифах и символах (1997),
- Varia historia: Античность и современность (2007).

Автор более трёхсот статей для энциклопедии «Мифы народов мира» (1980—1982, 1987—1988). Автор Православной энциклопедии.
Ведёт издательскую деятельность по публикации трудов А. Ф. Лосева.
Автор биографии А. Ф. Лосева в серии «ЖЗЛ» (первое издание — 1997; 2-е дополненное и исправленное — 2007).
В 2009 году вышли в свет мемуары А. А. Тахо-Годи «Жизнь и судьба: Воспоминания» в серии «Близкое прошлое».

## Награды и отличия
Отмечена Серебряной медалью Института философии РАН «За вклад в развитие философии» (2011)
В 2015 году награждена Почётной грамотой Президента Российской Федерации.
Имеет звание «Почётный житель Арбата г. Москвы».
- Орден Почёта (27 февраля 2023).
- Почётная Грамота Президиума Верховного Совета РСФСР.
- Медаль «Ветеран труда».
- Благодарность Председателя Совета Федерации Федерального Собрания Российской Федерации (2022)[30].
- Премия Андрея Белого (2022, в единственной номинации — «За заслуги перед русской литературой»)[31]
- Премия Александра Солженицына (2022)[32][33]
- Заслуженный деятель науки Российской Федерации (1998)
- Почётная грамота Московской городской думы (2007)[34]
- Заслуженный деятель науки Республики Дагестан (2012)
- Орден равноапостольной княгини Ольги 1 степени[35] (2022)
- Орден Святой преподобной Евфросинии, Великой княгини Московской 1 степени (2012)[36].
- Почётная грамота МГУ им М. В. Ломоносова.